# Direct mail
Direct mail (Eng.) er en postadresseret reklame, der bruges som kommunikationsværktøj inden for markedsføring.
Ved at bruge direct mail målretter man sin markedsføring mod en bestemt målgruppe eller et bestemt segment. Ved at målrette sine reklamer bliver chancen for relevant respons højere. Man opnår også en lavere kontaktpris, end hvis man lavede en masseudsendelse. Metoden bruges både indenfor business-to-consumer og business-to-business-markedet. Indenfor business-to-business bruges telemarketing og mødebooking ofte som opfølgning på en direct mail kampagne.
| Erhverv og erhvervsliv | Spire Denne artikel om erhverv, erhvervsliv og arbejdsmarked er en spire som bør udbygges. Du er velkommen til at hjælpe Wikipedia ved at udvide den. |